# Bishop (Alien)
Bishop è il nome assunto da due personaggi immaginari nella serie di film Alien e uno nel franchise di Alien vs. Predator, tutti e tre interpretati da Lance Henriksen. La prima incarnazione del personaggio fu sotto la forma d'un androide, Lance Bishop; la seconda volta come il suo artefice umano, Michael Bishop, e la terza come il fondatore della Weyland Industries.

## Ideazione ed evoluzione
Henriksen fu uno di molti attori, inclusi Michael Biehn e Bill Paxton, che recitarono in Aliens - Scontro finale avendo già collaborato con James Cameron in Terminator. Dopo anni di difficoltà nel trovare un ruolo cinematografico importante, Henriksen si sarebbe ritirato se Aliens - Scontro finale fosse risultato un fallimento.
Il personaggio fu ben accolto e oggetto di numerose analisi. Fu infatti indicato al sesto posto della lista dei 25 miglior robot del cinema redatta da Slash film. Nella sua tesi sull'androide Ash, Roz Kaveney vide Bishop come una rappresentazione delle Tre leggi della robotica. Sebbene la programmazione di Ash gli permettesse di ferire degli esseri umani, Bishop pone la sicurezza dei suoi compagni umani all'apice delle sue priorità, in accordanza con la Prima legge della robotica.
Il personaggio fu inoltre oggetto degli studi di LeiLani Nishime dell'University of Texas Press sul come gli esseri umani potrebbero reagire nella presenza dell'"altro", in particolare analizzando la dramattizzazione della reazione ostile di Ellen Ripley durante il primo incontro. L'introduzione del personaggio contraddiceva notevolmente la tecnofobia presente nella fantascienza pre-anni novanta.
In Alien³, l'ambigua umanità di Michael Bishop è stata oggetto di dibattito da parte degli appassionati del genere e dei critici; alcuni hanno proposto che il nuovo personaggio, Michael, fosse un modello sintetico più avanzato del precedente Lance. L'autore Randy Laist ha attribuito importanza al tema dell'ambiguità uomo/macchina ponendolo tra gli argomenti centrali della saga: ciò che conta nel definire l'umanità del personaggio sono le sue azioni, e non il come è nato o è stato realizzato. D'altra parte, infatti, Michael Bishop è un personaggio ipocrita e il fatto che sia o meno un uomo è irrilevante, di fronte ai suoi reati.
Secondo Paul W. S. Anderson, il ruolo di Charles Bishop Weyland fu concepito apposta per Henriksen.

## Apparizioni
Saga canonica
 Aliens - Scontro finale (1986) 
Bishop, un sintetico modello iperdina 341-B, accompagna Ellen Ripley  e i marine coloniali nel 2179 al planetoide LV-426 per indagare sulla totale mancanza di contatto con i coloni stabilitosi là per operazioni di terraformazione. Bishop si presenta come un uomo gentile e cortese, ma diretto. Dichiara apertamente di non apprezzare il termine "sintetico" usato da Burke, preferendo la dicitura persona artificiale. Malgrado l'androide sia un pacifista, Ripley non si fida di lui, avendo ancora fresche le memorie del tradimento di Ash, ufficiale scientifico a bordo della "Nostromo", lui stesso un sintetico iperdina (modello 120-A2). Bishop rimane sorpreso nella rivelazione del comportamento di Ash, cercando di spiegare a Ripley che apparteneva a una vecchia serie di androidi che avevano causato alcuni problemi, definendoli irrequieti e capricciosi, ritenendosi ben diverso da lui. Quando la navetta da sbarco e numerosi marine vengono uccisi in uno scontro con gli Xenomorfi, Bishop assume un ruolo attivo nel salvataggio dei superstiti, andando da solo al trasmettitore della colonia per la navigazione da remoto della navetta da sbarco di riserva, da far partire dalla nave madre, la USS Sulaco. Bishop riesce a salvare Ripley e la giovanissima superstite Newt (soprannome di Rebecca Jorden) prima che il reattore atmosferico della colonia esploda a causa dello schianto della navatta da sbarco, pilotata da Ferro, ufficiale di volo, ma viene spezzato a metà dalla regina Xenomorfa che era entrata nella navetta di nascosto, nell'incavo del pilone di atterraggio. Mentre Ripley getta la regina in una camera stagna per farla risucchiare nel vuoto, il torso di Bishop si aggancia a una grata e riesce a trattenere la piccola Newt. Entrambe le sue parti, ancora attive, vengono messe in criostasi sulla Sulaco, assieme al caporale Hicks, ferito gravemente.
 Alien³ (1992) 
(Michael Bishop nella novelisation di Alien³)
Un cortocircuito sulla Sulaco provoca la nave ad espellere i criotubi di Bishop e gli altri superstiti, schiantandosi sul pianeta penitenziario Fiorina 161. I resti ormai irreparabili di Bishop vengono buttati in una discarica, per poi essere recuperati e riattivati da Ripley, che lo collega al computer di bordo della navetta. Bishop rivela a Ripley che, effettivamente, uno Xenomorfo sotto forma di uovo, deposto dalla Regina aliena, si era infiltrato nella navetta ed aveva causato un cortocircuito con l'acido. Bishop, inoltre, rivela che gli eventi che sono accaduti sulla Sulaco, durante il viaggio di ritorno, erano stati monitorati dalla Compagnia Weyland-Yutani e che gli uomini della Compagnia sanno sempre tutto quello che accade a bordo. Dopo queste rivelazioni Bishop chiede a Ripley di essere scollegato per sempre, perché, anche se lo riparassero, non sarebbe più al 100% delle sue funzionalità. Ripley acconsente alla richiesta del robot spegnendolo.
Successivamente, Ripley incontra un gruppo di soldati della Weyland-Yutani accompagnati dal dottor Michael Bishop, che dichiara di essere il costruttore dell'androide. Costui tenta in vari modi di convincere Ripley ad andare con loro, perché solo la Compagnia potrebbe salvarla, congelandola ed estraendole chirurgicamente l'embrione Xenomorfo che si trova dentro di lei. Il tenente è molto riluttante a seguire i dottori della compagnia, perché in cuor suo ha capito che il loro intento non è affatto di salvarla, ma di usare lo Xenomorfo per scopi militari. Dopo il ferimento di un detenuto intento ad aiutare Ripley da parte di uno dei soldati, il Dottor Bishop viene ferito da Aaron, vice sovrintendente della prigione, che viene subito ucciso. Ripley, rivelate le vere intenzioni della Weyland-Yutani, decide di gettarsi nella fonderia, lasciando esterrefatti gli uomini e i dottori della compagnia. Questi ultimi, in questo modo, perdono la grande occasione di studiare lo Xenomorfo.
 Aliens: Colonial Marines - Stasi interrotta (2013) 
Dopo il suo fallimento su Fiorina 161, gli uomini di Michael Bishop catturano il caporale Hicks, l'unico superstite rimasto della disastrosa missione su LV-426. Bishop si reca su quest'ultimo pianeta per sorvegliare la costruzione dell'Origin Facility, un laboratorio assemblato sui resti d'una nave Ingegnera contenente un nido di Xenomorfi. Il laboratorio viene successivamente assediato e distrutto dai marines coloniali, e Bishop fugge lasciando indietro un suo doppione cibernetico per mettere fuori pista i suoi inseguitori.
 Alien vs. Predator (2004) 
Nel 2004, Charles Bishop Weyland, fondatore della Weyland Industries, organizza una spedizione all'isola Bouvet per esaminare una piramide costruita là. La struttura si rivela d'essere un tempio creato dagli Yautja per propagare gli Xenomorfi, da cacciare durante i loro riti d'iniziazione. Viene successivamente ucciso da uno Yautja mentre difende i suoi colleghi.